# Agathia lycaenaria
Agathia lycaenaria is een vlinder uit de familie van de spanners (Geometridae). De wetenschappelijke naam van de soort is voor het eerst geldig gepubliceerd in 1844 door Kollar.